# ضريح عمر بن عبد العزيز
ضريح عمر بن عبد العزيز ثامن خلفاء بني أمية وخامس الخلفاء الراشدين، والذي ولد سنة 682 م وتوفي وعمره 38 سنة دامت خلافته 29 شهراً وعدة أيام. دفن بدون قبر في قرية الديرسلمان بجانب المدافن

## الموقع
يقع الضريح في قرية دير سلمان الواقعةفي الغوطة الشرقية شرقالتابعة لمحافظة دمشق في سوريا، بناء الضريح الأساسي عبارة عن بناء قديم يعود إلى العهد المملوكي، وقد ظل يعاني الإهمال حتى تسعينيات القرن الماضي عندما قامت وزارة الآثار والمتاحف (وبجهود من أمين متحف معرة النعمان الباحث كامل شحادة) بتأهيل البناء بالكامل وبناء قبة تكريمية فوق باحة الضريح، وإنشاء حديقة عامة حوله يؤمها الزوار والسياح من كل البلاد ليقفوا أمام ضريح هذا الخليفة الذي كان مضرب الأمثال في ورعه وتقواه وعدله.
موقع الضريح عبارة عن دير يعود إلى القرن الخامس الميلادي، حيث كان يسكنه الراهب «سمعان» وعندما أصبح الخليفة عمر بن عبد العزيز والياً على «خناصرة» قرب «حلب» نشأت علاقة قوية بينه وبين الراهب «سمعان» حيث كان الخليفة عمر يكثر من زيارة هذه المنطقة حيث أراضي أمه وأخواله، وحين أصبح «عمر بن عبد العزيز» خليفة المسلمين استمرت هذه العلاقة، وتطورت هذه العلاقة حتى اشترى من الراهب «سمعان» مكانا في الدير لكي يدفن فيه، وقد أصر أن يدفع ثمنه للراهب الذي أراد أن يعطيه إياه هدية حباً بجواره، ولما توفي سنة 101 هـ
دفن مع زوجته فاطمة بنت عبد الملك في هذا الموضع، وقد زاره العديد من السلاطين الأيوبيين والمماليك ومنهم السلطان صلاح الدين الأيوبي سنة 584 للهجرة».

## تحديد موقع الضريح
قام الباحث السوري كامل شحادة بإجراء دراسة لتحديد موقع الضريح بدقة، واستطاع من خلال هذه الدراسة إثبات المكان الدقيق للضريح في قرية دير شرقي (الواقعة شرق مدينة معرة النعمان) ومن ثم العثور على قبر الخليفة عمر بن عبد العزيز. وبعد تحديد الموقع استطاع الباحث كامل شحادة الحصول على موافقة وميزانية من وزارة الآثار والمتاحف لترميم الضريح وبناء قبة فوقه حتى أصبح بحالة جيدة جداً وعاد إليه رونقه. 

## نبش وتخريب ضريح
وردَت تقارير من مواقع إعلاميّة مُعارضة للحكومة السورية في الثامن والعشرين من كانون الثاني (يناير) 2020، تُفيد أن الضريح قد أُحرقَ على يد المليشيات الإيرانية ومليشيات النظام السوري السابق التي دخلت إلى مدينة معرة النعمان بعد قتالِ مع عناصر ميليشيا الجيش السوري الحر. وأوضحَ فيديو في أحد التقاير نبشَ ثلاثة قبور يضمها الضريح وهي قبر الخليفة عمر بن عبد العزيز وزوجته فاطمة بنت عبد الملك، وقبر خادم الضريح الشيخ «أبو زكريا بن يحيى المنصور»، وتخريب المكان بالكامل، كما أشارت إلى المبنى الذي يضم القبور الثلاثة كان قد حُرقَ إبان سيطرة الجيش السوري على المنطقة في عام 2019.
وقد فنّدت الحكومة السورية صحّة هذه التقارير، حيثُ أشارت وزارة الأوقاف السّوريّة إلى أنها قامت بالكشف عن الضريح بعد سيطرة القوات السورية على المنطقة ووجدت قبر الخليفة ورفاته سليمين لم يتمّ العبث بهما «مع وجود بعض آثار التخريب للضريح ارتكبهُ تنظيم هيئة تحرير الشام» (جبهة النصرة سابقًا)، وأشارت إلى أنّها ستقوم بفتح الضريح للزوّار قريبًا.

## وصلات خارجية
- فلم عن ضريح عمر بن عبد العزيز.